# 박성연 (1955년)
박성연(1943년 ~ 2020년 8월 23일)은 대한민국의 재즈 가수이다. '대한민국 재즈계의 대모'라는 별칭이 있다. 1978년부터 대한민국 내 첫 토종 재즈클럽 '야누스'를 운영했다. 2020년 8월 23일 박성연이 사망하면서 '야누스'는 재즈 보컬리스트 말로와 재즈 클럽 '에반스' 대표 홍세존이 공동 인수하였다.

## 학력
- 이화여자고등학교
- 숙명여자대학교 작곡

## 경력
- 1978년 재즈클럽 야누스 대표

## 수상내역
- 2012년 대한민국의 대중문화예술상 대통령 표창
- 2014년 제11회 한국대중음악상 공로상